# Alagón
Pour les articles homonymes, voir Alagon (homonymie).
Alagón est une commune d’Espagne, dans la province de Saragosse, communauté autonome d'Aragon. C'est la capitale de la comarque de la Ribera Alta del Ebro.